# Palladion
Palladion è l'opera prima di Valerio Massimo Manfredi come romanziere, pubblicata da Arnoldo Mondadori Editore nel 1985. Si tratta di un giallo di argomento archeologico, filone che verrà ripreso in diverse altre sue opere.

## Trama
La vicenda ruota attorno al rinvenimento di una statua in terracotta della Pallade Atena, il cosiddetto Palladio, nelle campagne di Lavinium, l'attuale Pratica di Mare. Il giovane archeologo Fabio Ottaviani, dell'Università di Pavia, viene coinvolto in un'oscura trama che si snoda tra una misteriosa quanto pericolosa associazione segreta, la Turchia, l'abbazia di San Nilo a Grottaferrata e coinvolge servizi segreti, archeologi e i Bronzi di Riace, fino alla rivelazione di un mistero vecchio di secoli.

## Edizioni
- Valerio Massimo Manfredi, Palladion, collana Omnibus, Arnoldo Mondadori Editore, 1985,  p. 334.

- Valerio Massimo Manfredi, Palladion, Oscar bestsellers, Mondadori, 3 settembre 1991,  p. 308, ISBN 978-88-04-35005-7.

- Valerio Massimo Manfredi, Palladion, I miti, Mondadori, 5 luglio 2005,  p. 302, ISBN 9788804549581.

- Valerio Massimo Manfredi, Palladion, edizione speciale, Mondadori, 8 settembre 2015,  p. 382, ISBN 9788804656906.